# Sucamphida robustum
Sucamphida robustum is een rondwormensoort. De wetenschappelijke naam van de soort is voor het eerst geldig gepubliceerd in 1966 door Timm.